# Thiếu máu cục bộ
Trong y học, thiếu máu cục bộ (tiếng Hy Lạp ισχαιμία) là hiện tượng hạn chế tưới máu (cung cấp máu) đến mô, thường do yếu tố bên trong mạch máu, với hậu quả tổn thương hoặc rối loạn chức năng mô.

## Cơ chế
Thiếu máu cục bộ xảy ra khi lượng máu đến tưới mô không đủ cho nhu cầu oxy hóa của mô.
Các nguyên nhân có thể là:
- Xơ vữa động mạch
- Hạ huyết áp
- Cục huyết khối, cục huyết tắc
- Chèn ép từ bên ngoài, như khối u...
- Vật thể lạ trong máu tuần hoàn, như thuyên tắc nước ối...

## Hậu quả
Vì máu chuyên chở oxy đến mô, thiếu máu cục bộ dẫn đến hạ oxy (hypoxia) hay vô oxy (anoxia) mô, gây chết tế bào và hoại tử mô.
Thiếu máu cục bộ gặp trong các bệnh thiếu máu cục bộ cơ tim, tai biến mạch máu não, vỡ dị dạng động tĩnh mạch, bệnh thuyên tắc động mạch ngoại biên...